# Mark Veenstra
Mark Veenstra ist ein ehemaliger US-amerikanischer Basketballspieler.

## Laufbahn
Veenstra spielte von 1974 bis 1977 Basketball für die Mannschaft des Calvin College im US-Bundesstaat Michigan. In seinen drei Jahren dort erzielte er in jeder Saison jeweils mehr als 20 Punkte pro Spiel. Sein Höchstwert waren 28 Punkte je Begegnung im Spieljahr 1975/76. Anschließend spielte der 2,06 Meter große Innenspieler in der Saison 1977/78 beim deutschen Bundesligisten USC Heidelberg und wurde mit der Mannschaft DBB-Pokalsieger und Vizemeister. Er kam in dem Bundesliga-Spieljahr auf einen Punkteschnitt von 22,9 pro Partie.
Er kehrte in die Vereinigten Staaten zurück, erlangte an der Wayne State University einen Hochschulabschluss in Medizin und wurde in Kalamazoo als Orthopäde tätig. 2014 ging er in Rente. In Honduras baute er ein Krankenhaus auf, wo er und Ärztekollegen aus den USA ehrenamtlich praktizierten.